# Danilo Zolo
Danilo Zolo (Rijeka, Croacia; 1936-Florencia, Italia; 15 de agosto de 2018) fue un filósofo y jurista italiano, catedrático en la Facultad de Derecho de la Universidad de Florencia y profesor en diversas universidades anglosajonas (Cambridge, Princeton, Harvard, Pittsburgh) y latinoamericanas. 
En 1993, se le concedió la Jemolo Fellowship en el Nuffield College de Oxford. Su pensamiento, de carácter interdisciplinar, abarca desde la epistemología a la filosofía política y las relaciones internacionales. Fue fundador de Jura Gentium, un espacio web dedicado al análisis filosófico de temas de derecho internacional y política global.

## Formación y obra
Cursó estudios de Filosofía y Derecho y se doctoró con una tesis sobre el pensamiento de Antonio Rosmini. Desde sus primeros escritos se caracterizó por criticar los normativismos idealistas, manteniéndose próximo a las tesis de los realistas italianos y a las teorías elitistas de la democracia, en fructuoso diálogo con autores como Norberto Bobbio o Luigi Ferrajoli. Aun así, su pensamiento puede dividirse en tres fases. Hasta comienzos de los años 80 del siglo XX, desarrolla una reflexión crítica respecto a ciertos aspectos doctrinarios del marxismo, tales como la tesis del fin del Estado o la democracia directa. A partir de los años 80, se convierte en uno de los principales introductores del trabajo teórico de Niklas Luhmann en Italia y publica una serie de estudios sobre la llamada “Ala roja” (Red Wing) del Círculo de Viena, con especial atención sobre Otto Neurath. A partir de aquí, establecerá una original epistemología para sus trabajos posteriores. Tras el desmorone del “socialismo realmente existente” su obra se centra especialmente en las deficiencias teóricas de la ciencia política, en la desacreditación de la democracia representativa y en los riesgos que supondrían un gobierno mundial y una legislación universal. También son sumamente destacables sus análisis sobre los nuevos modelos de guerra amparados por filosofías morales universalistas, tanto las expresamente religiosas como las presuntamente laicas.

## Epistemología reflexiva
El pensamiento de Zolo se enmarca en la línea del convencionalismo continental (Pierre Duhem, Henri Poincaré, Otto Neurath, Abel Rey, Ludwik Fleck, etc.), al que él mismo ha contribuido de forma original y relevante, encabezando una línea alternativa al naturalismo metafísico. Al respecto ha elaborado una epistemología reflexiva basada principalmente en las ideas de complejidad y circularidad, discutió con sociólogos como Niklas Luhmann y biólogos como Humberto Maturana, de quienes ha cuestionado su uso acrítico de la noción de autopoiesis. Zolo sostiene que la labor del conocimiento es reducir la complejidad del ambiente y de allí que considere que la mejor explicación siempre sea aquella que, con menos contrafácticos, nos comprometa. En este aspecto mantiene tesis similares al naturalismo de filósofos contemporáneos como Willard Quine. 
Ahora bien, partiendo de la idea según la cual el conocimiento siempre es autorreferencial, en tanto que nuestras ideas remiten a coordenadas simbólicas de tipo sociohistórico, que a su vez son consubstanciales a todo acto cognoscitivo, considera que las diferencias entre las llamadas ciencias naturales y ciencias del espíritu y la dicotomía entre el lenguaje técnico y el lenguaje ordinario a lo sumo son de carácter cuantitativo, en absoluto cualitativo. No hay conocimiento al margen de prácticas sociales e intereses concretos ni tampoco hay lenguaje (incluyendo los formales y científicos) que esté exento de ambigüedad y folklore, por lo que las pretensiones de establecer teorías puras o supremacías ontológicas entre distintos discursos, así como la suposiciones de un conocimiento neutral o de un mundo objetivo, deben entenderse como residuos escolásticos basados en continuos recursos ad hoc. Zolo también es un firme crítico del posmodernismo, al que considera una moda pasajera, inconsistente e ineficiente para el análisis.

## Realismo político
Las tesis epistemológicas de Zolo le sirvieron de punto cardinal en sus reflexiones políticas, desmarcándose así tanto del ensayismo al uso, como del pragmatismo y del moralismo de la filosofía política hegemónica. Reconociéndose en la tradición realista de la política (Maquiavelo, Hobbes, Karl Marx, Max Weber, Schumpeter, etc.), presentó en, las últimas décadas, una de las críticas más consistentes contra el globalismo jurídico de inspiración kantiana. Para ello, desarrolló conceptos como los de pacifismo débil, pluriverso o terrorismo humanitario, argumentando que las fórmulas kelsenianas de Peace through Law, respaldadas por Habermas y gran parte de filósofos y juristas académicos, sirven de coartada a un imperialismo bienintencionado pero de nefastas consecuencias tanto para las diferentes poblaciones civiles como para la estabilidad del orden internacional. No obstante Zolo identifica esta propuesta en la tradición vetero-cristiana en tanto que legitima prácticas explícitamente políticas basadas en intuiciones de tipo escolástico (bien universal, neutralidad, cognitivismo moral, etc.) sin tener presente las demandas explícitas de sus posibles afectados. 
Estas y otras tesis relacionadas (especialmente aquella según la cual la globalización tiene un inevitable centro político) las confrontó en público con autores tan distintos como Ulrich Beck o Antonio Negri, de quienes cuestionó sus nociones respectivas de sociedad civil y multitud por ser vacuas y dudosamente operatorias. Propuso reiteradamente que la única alternativa para posibilitar un horizonte democrático dadas las circunstancias socioeconómicas y políticas actuales es la de establecer un sistema neowestfaliano. Por lo demás, fue un activo defensor de los valores mediterráneos, de las minorías étnicas y de la escuela de relaciones internacionales iniciada por Martin Wight y Hedley Bull, todo lo cual le alejó del realismo de autores como Reinhold Niebuhr, Hans Morgenthau o Giovanni Sartori.

## Anécdotas
- En el prólogo a la edición castellana de su Cosmópolis dedicó dicha obra a la memoria de Bartolomé de las Casas, considerado el principal defensor de las comunidades nativas americanas ante los abusos de los conquistadores españoles y reconocido como uno de los padres del derecho internacional moderno.